# Огнёв, Николай Васильевич

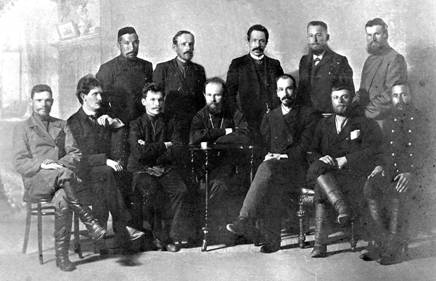
Члены государственной Думы Первого созыва от Вятской губернии. Слева — направо, сидят: С. Я. Тумбусов, В. С. Нечаев, П. Ф. Целоусов, о. Н. В. Огнёв, И. Н. Овчинников, И. О. Кузнецов, Е. П. Мамаев; стоят: Ш. Х. Хусаинов, Н. И. Бирюков, С. В. Ложкин, П. А. Садырин, В. С. Вихарев.

Никола́й Васи́льевич Огнёв (26 ноября 1864, Пермь — 20 августа 1918, Вятка) — священник Русской Церкви, депутат I Государственной думы, затем адвокат.

## Священник
Сын магистра богословия, священника Василия Ивановича Огнёва. Окончил Вятскую духовную семинарию (1886), Санкт-Петербургскую духовную академию со степенью кандидата богословия (1891).
С сентября 1891 — псаломщик Троицкой церкви села Даровского Котельнического уезда на территории Вятской епархии. В 1891—1904 служил в храмах Елабужского, Сарапульского, Орловского уездов в той же епархии.
26 марта 1895 рукоположён в сан иерея. Совмещал служение в церкви с преподавательской деятельностью.
С 1902 года — протоиерей, настоятель Казанско-Богородицкого собора города Орлова, председатель Орловского уездного отделения Вятского епархиального училищного совета, депутат от духовенства в городской думе.
Назначение достаточно молодого образованного священника соборным протоиереем может быть связано с деятельностью в Вятской епархии её правящего архиерея в 1901—1904, энергичного епископа Никона (Софийского), который, по воспоминаниям современников, проводил весьма решительную кадровую политику, так что под его крепкой рукой летели вниз поваленные кумиры службы и всходили наверх иерархической лестницы незначительные лица, но хороших дарований.
С октября 1904 года — настоятель Троицкого собора в Яранске.

### Общественно-политическая деятельность
В августе 1905 году председательствовал на епархиальном съезде духовенства, на котором призвал участников высказывать свои мнения по общецерковным вопросам. В своём выступлении высказал тревожные чувства в связи с тем, что «интеллигенция относится в общем индифферентно к Церкви, частию враждебно… Сами пастыри часто дело своё ведут робко и вяло». Заявил, что за приходским священником установлен «многоразличный надзор в лице благочинных, миссионеров, наблюдателей школ и проч. Всё это налагает на духовенство печать рабства, приниженности, забитости, робости». Выступил за упрочение правового положения духовенства и привлечение мирян к «широкому деятельному участию в церковной жизни».
12-13 декабря 1905 организовал в Яранске первое в истории епархии пастырско-мирянское собрание, на котором рассматривались вопросы об упадке церковной жизни и необходимости обновления церковного строя, об отношении к политическому освободительному движению. Собрание закончилось пением российского гимна, многолетием императору и «благородным борцам за освободительное движение», вечной памятью «борцам за свободу».
В январе 1906 года — инициатор второго такого собрания, за что был привлечён к суду гражданской и духовной властью. Был выдвинут вятским духовенством кандидатом в члены Государственного совета. Организатор и председатель Яранского отдела Конституционно-демократической партии (Партии народной свободы). Публицист. В августе 1906 по распоряжению вятского епископа Филарета не был допущен на очередной епархиальный съезд духовенства.
В 1906 году — член I Государственной думы от Вятской губернии, был членом кадетской фракции. Выступил с речью против смертной казни, изданной затем отдельной брошюрой. Подписал Выборгское воззвание с призывом не платить налоги и бойкотировать призыв в армию, Запрещён в служении после опубликования воззвания. В ноябре 1906 прихожане Троицкого собора Яранска (331 человек) ходатайствовали о снятии запрещения. В 1907 был выслан из Вятской губернии в административном порядке, высылка продолжалась и позднее). Святейшим Синодом за подписание Выборгского воззвания был лишён священного сана, а гражданским судом 18 декабря 1907 года приговорён к трём месяцам лишения свободы — это привело к лишению политических прав.

## Адвокат
После лишения сана решил профессионально заняться юриспруденцией. Окончил юридический факультет Санкт-Петербургского университета, занимался адвокатской деятельностью, был присяжным поверенным Вятского окружного суда. В 1917 был помощником вятского губернского комиссара Временного правительства, с июня 1917 — гласный Вятской городской думы от кадетской партии. В 1917 — член президиума Вятского временного комитета Партии народной свободы. Редактировал вятскую кадетскую газету, после прихода к власти большевиков находился к ним в оппозиции.
Как присяжный поверенный, в 1918 был юрисконсультом Спасо-Преображенского женского монастыря в Вятке. В том же году писал о северных женских монастырях:
…Эти монастыри уже давно представляют собой своеобразное разрешение женского вопроса в наших северных деревнях, когда лишние члены крестьянских семей при скудном крестьянском наделе должны уходить на посторонние заработки в поисках труда и пропитания. Монастыри являются для них приютом, где эти добровольные изгнанницы, «лишние рты» находят для себя и школу труда и приложение рабочей силы, и пищу, и кров, и призрение на случай болезни или старости…

## Арест и гибель
20 февраля 1918 был арестован большевистскими властями, находился в заключении в подвале бывшей Вятской духовной консистории. В августе 1918 расстрелян.
Вместе с ним были расстреляны:
- Щурович Пётр Александрович. Член вятского губернского комитета кадетской партии с 1905, заместитель его председателя. Участник русско-турецкой войны 1877—1878, отличился при взятии Карса. В течение многих лет — гласный Вятской городской думы и Вятского губернского земского собрания. Являлся членом губернской земской управы, председателем кассы мелкого кредита, учреждённой губернским земством.
- Жирнов Иосиф Михайлович. Секретарь и активный деятель губернского комитета кадетской партии. Из крестьян Уржумского уезда Вятской губернии, в молодости был народным учителем. Избирался гласным Уржумского уездного и Вятского губернского земского собрания. Переселившись в Вятку, работал в кассе мелкого кредита, был постоянным сотрудником «Вятского пчеловодного листка».

## Семья
- Отец — Василий Иванович Огнёв (19 декабря 1837 — 2 июля 1884). Окончил Вятскую духовную семинарию, Казанскую духовную академию. Магистр богословия. Преподавал в Пермской духовной семинарии, из которой уволен за «содействие вольнодумству». С 1873 — священник Вятской епархии, служил в Вятке (в Александро-Невском, кафедральном соборах, Предтеченской церкви), затем в Казанско-Богородицком соборе в Орлове. Сотрудничал в Вятском статистическом комитете, автор ряда статей по истории, книги «Страницы из истории книги на Руси. Церковно-исторические опыты» (Вятка, 1880), написанной на материалах библиотеки Соловецкого монастыря.
- Жена — Татьяна Ивановна, в семье было 6 детей, в момент лишения сана на попечении Огнёва была и престарелая мать[2].
  - Дочь — Мария Николаевна Огнёва. Окончила высшие женские Бестужевские курсы, Вятский педагогический институт. Преподавала литературу, русский язык и историю в школах Вятки (Кирова). Была награждена орденом Ленина.
  - Сын — Гавриил Николаевич Огнёв (1895—1942). Окончил в 1920 году физико-математический факультет Петроградского университета. Затем работал ассистентом при кафедре геологии и минералогии в Вятском педагогическом институте, с 1921 года — научным сотрудником при кафедре агрономии ЛГУ, а с 1925 года — научный сотрудник Алданского отряда Комиссии по изучению Якутской ССР. Скончался в эвакуации.
  - Также Евдокия, Иван, Василий (род. 1902) и ещё 1 ребёнок.